# I liga polska w futsalu (2012/2013)
I liga polska w futsalu 2012/2013 - W lidze wystąpiło 8 zespołów, które walczyły o awans do Ekstraklasy. Po zakończeniu sezonu zasadniczego drużyny z miejsc 1-4 grały fazę Play Off o wejście do najwyższej klasy rozgrywkowej w Polsce.
| Rozgrywki  | Poziomy ligowe | Liga        | Sezon                     |
| ---------- | -------------- | ----------- | ------------------------- |
| Centralne  | I poziom       | Ekstraklasa | Sezon 2012/2013 (1 grupa) |
| Centralne  | II poziom      | I Liga      | Sezon 2012/2013 (1 grupa) |
| Regionalne | III poziom     | II Liga     | Sezon 2012/2013 (? grupy) |

## Sezon zasadniczy

### Tabela
| Lp. | Drużyna                     | M  | Z  | R | P  | Bramki | Bramki | +/- | Pkt. | Uwagi         |
| --- | --------------------------- | -- | -- | - | -- | ------ | ------ | --- | ---- | ------------- |
| 1   | GAF Jasna Gliwice (b)       | 14 | 10 | 1 | 3  | 60     | 30     | +30 | 31   | Faza Play-off |
| 2   | Euromaster Głogów (b)       | 14 | 9  | 2 | 3  | 51     | 34     | +17 | 29   | Faza Play-off |
| 3   | KS Gniezno                  | 14 | 9  | 2 | 3  | 43     | 26     | +17 | 29   | Faza Play-off |
| 4   | AZS UW Warszawa             | 14 | 8  | 0 | 6  | 39     | 48     | -9  | 24   | Faza Play-off |
| 5   | KS AZS UMCS Lublin          | 14 | 7  | 1 | 6  | 40     | 44     | -4  | 22   |               |
| 6   | Elhurt-Helios Białystok (b) | 14 | 6  | 3 | 5  | 50     | 34     | +16 | 21   |               |
| 7   | Red Dragons Pniewy (s)      | 14 | 1  | 1 | 12 | 28     | 56     | -28 | 4    |               |
| 8   | Marex Chorzów               | 14 | 1  | 0 | 13 | 25     | 64     | -39 | 3    |               |

- Zmiana nazwy Akademia FC Pniewy na Red Dragons Pniewy

Źródło:

### Wyniki
| Lp. | Drużyna                 | 1   | 2   | 3   | 4   | 5   | 6    | 7   | 8   |
| --- | ----------------------- | --- | --- | --- | --- | --- | ---- | --- | --- |
| 1.  | GAF Jasna Gliwice       | X   | 7:1 | 2:1 | 2:3 | 8:2 | 3:2  | 7:1 | 5:3 |
| 2.  | Euromaster Głogów       | 2:6 | X   | 2:0 | 7:0 | 3:3 | 3:0  | 9:3 | 3:2 |
| 3.  | KS Gniezno              | 4:1 | 3:2 | X   | 6:1 | 2:0 | 2:2  | 4:2 | 7:0 |
| 4.  | AZS UW Warszawa         | 3:7 | 1:3 | 3:5 | X   | 3:2 | 4:3  | 4:2 | 4:2 |
| 5.  | KS AZS UMCS Lublin      | 5:3 | 2:3 | 3:4 | 3:0 | X   | 3:2  | 4:3 | 3:2 |
| 6.  | Elhurt-Helios Białystok | 2:2 | 3:3 | 6:1 | 2:4 | 6:1 | X    | 2:1 | 4:3 |
| 7.  | Red Dragons Pniewy      | 1:3 | 3:4 | 1:1 | 3:4 | 3:4 | 1:5  | X   | 2:1 |
| 8.  | Marex Chorzów           | 0:4 | 1:6 | 1:3 | 1:5 | 2:5 | 3:11 | 4:2 | X   |

## Faza Play Off
Mecze do dwóch zwycięstw. Źródło

### Półfinały
- 1. półfinał
  - 23 marca 2013, AZS UW Warszawa - GAF Jasna Gliwice 3:4 pd.
  - 6 kwietnia 2013, GAF Jasna Gliwice - AZS UW Warszawa 3:0
- 2. półfinał
  - 23 marca 2013, KS Gniezno - Euromaster Głogów 4:2
  - 6 kwietnia 2013, Euromaster Głogów - KS Gniezno 6:4
  - 7 kwietnia 2013, Euromaster Głogów - KS Gniezno 4:1

### Mecze o 3. miejsce
- 13 kwietnia 2013, AZS UW Warszawa - KS Gniezno 4:2
- 20 kwietnia 2013, KS Gniezno - AZS UW Warszawa 5:1

### Finał
- 13 kwietnia 2013, Euromaster Głogów - GAF Jasna Gliwice 2:1
- 20 kwietnia, GAF Jasna Gliwice - Euromaster Głogów 3:2

| Lp. | Drużyna           | Uwagi                |
| --- | ----------------- | -------------------- |
| 1   | Euromaster Głogów | Awans do ekstraklasy |
| 2   | GAF Jasna Gliwice | Awans do ekstraklasy |
| 3   | KS Gniezno        |                      |
| 4   | AZS UW Warszawa   |                      |

## Źródła
- Portal Łączy nas piłka PZPN
- Portal 90.minut.pl